# ゲイリー・フレダー
ゲイリー・フレダー（Gary Fleder, 1965年12月19日 - ）は、アメリカ合衆国の映画監督・プロデューサー。

## フィルモグラフィ

### 映画
- サイバー・コンパニオン The Companion (1994) テレビ映画、監督
- デンバーに死す時 Things to Do in Denver When You're Dead (1995) 監督
- コレクター Kiss the Girls (1997) 監督
- クローン Impostor (2001) 監督・製作
- サウンド・オブ・サイレンス Don't Say A Word (2001) 監督
- ニューオーリンズ・トライアル Runaway Jury (2003) 監督・製作
- エクスプレス/負けざる男たち The Express (2008) 監督
- バトルフロント Homefront (2013) 監督

### テレビシリーズ
- フロム・ジ・アース/人類、月に立つ From the Earth to the Moon (1998) 第9話「不屈のカムバック・アラン・シェパードとアポロ14号」
- ザ・シールド ルール無用の警察バッジ The Shield (2002) 第1シーズン第2話「男たちの絆」監督
- ホームタウン 〜僕らの再会〜 October Road (2007-2008) 製作総指揮
- THE RIVER 呪いの川 The River (2012) 第1シーズン第8話「親子の絆」